# فيل كولمان
فيل كولمان (بالإنجليزية: Phil Coleman)‏ (8 سبتمبر 1960 في المملكة المتحدة - ) هو لاعب كرة قدم بريطاني في مركز الدفاع. لعب مع كولتشستر يونايتد وميبا ونادي إكزتر سيتي ونادي ريكسهام ونادي ميلوول ونادي ألدرشوت وويفنهو تاون ‏.